# 楊泮
楊泮（1463年—？），字文淵，江西廣信府貴溪縣人，軍籍，明朝政治人物。

## 生平
江西鄉試第三十三名舉人。弘治六年（1493年）中式癸丑科會試第九十二名，二甲第七十五名進士。

## 家族
曾祖楊雅文，義官；祖父楊繼英；父楊春，母吳氏。具庆下。兄漢。弟溥。